# MellemFingaMuzik
MellemFingaMuzik, også skrevet MellemFinga'Muzik, er en dansk hiphopgruppe bestående af rapperne Ibrahim Kucukavci og Benjamin Cimatu, der er bedre kendt som Stepz og Branco.

## Karriere
Gruppen begyndte at udgive sange under navnet MellemFingaMuzik i slutningen af 2011. Eksempelvis er sangen 'Fuld På' featuring Kimbo udgivet på YouTube den 13. december 2011, og det første opslag fra gruppens officielle Facebook-side kom den 30. januar 2012. De blev siden en del af det daværende pladeselskab HideOut. På det tidspunkt var rapperne Jooks og Sivas også på HideOut.
Senere gik HideOut i opløsning, og alle kunstnerne blev spredt. MellemFingaMuzik begyndte et samarbejde med det nyoprettede selskab Grounded, som er stiftet af Ali Sufi. På samme tid slog MellemFingaMuzik sig sammen med Benny Jamz og Gilli fra rapkollektivet B.O.C. og dannede den fælles gruppe Molotov Movement (også kendt som Molo).
Hele Molo koordinerede deres debut EP'er, som udkom samtidig med filmen Ækte Vare, et univers som sangen DAUDA også var en del af. Gilli udgav EP'en 
Ækte Vare, mens MellemFingaMuzik udgav EP'en MellemFingaMuzik, som var en blanding af sange, der før var blevet udgivet på YouTube, samt 2 nye numre ('Salute' og 'Molotov'). EP'en er udgivet via pladeselskabet Molotov Movement og Grounded.
Da Ali Sufi mødte medlemmerne af MellemFingaMuzik, havde gruppen allerede et stort følge, og gruppen blev også taget ind af Sony Music. I marts 2015 kom opfølgeren til deres debut-EP i form af albummet Militant Mentalitet, der gik ind som nummer 7 på den danske albumhitliste. Sangen 'Senere' fra albummet fik platin i december 2016.
Sidenhen har Stepz og Branco gået samme vej med deres musik, bl.a. udgav Branco i slutningen af juni 2019 albummet Baba Business, mens Stepz i september samme år udgav Stepzologi. Begge albums opnåede platin og har været på hitlisten som nr. et i Danmark på alle streamingtjenester.

## Diskografi

### Album
| Titel                 | Albumdetaljer                                                                                   | Højeste placering |
| Titel                 | Albumdetaljer                                                                                   | Danmark           |
| --------------------- | ----------------------------------------------------------------------------------------------- | ----------------- |
| MellemFingaMuzik (EP) | - Udgivet: 2014 - Selskab: Molotov Movement / Grounded - Format: Digital download, streaming    | –                 |
| Militant Mentalitet   | - Udgivet: 27. marts 2015 - Selskab: Sony Music / Grounded - Forma: Digital download, streaming | 7                 |